# Březí (kraj południowomorawski)
Březí – miejscowość i gmina (obec) w Czechach, w kraju południowoczeskim, w powiecie Strakonice. W 2022 roku liczyła 66 mieszkańców.